# Kubihal, Kundgol
Kubihal là một làng thuộc tehsil Kundgol, huyện Dharwad, bang Karnataka, Ấn Độ.